# Rita Tristão da Silva
Ana Rita Tristão da Silva Coutinho (Lisboa, 4 de outubro de 1985) é uma actriz e dobradora portuguesa.
Participou na segunda série dos Morangos com Açúcar, onde desempenhou o papel de Inês Silveira. Entre 2008 e 2009 fez também o papel de "Íris Fernandes" na telenovela da SIC: Rebelde Way uma adaptação da novela original Argentina do mesmo nome. Fez também pequenas participações em outras séries de televisão, como Uma Aventura na SIC.
Actriz formada pela Escola Profissional de Teatro de Cascais. Fez blackface em Nelo e Idália, da RTP1, em 2015.

## Televisão
- Actriz convidada, Cidália Meireles em Marco Paulo, SIC 2023
- Elenco principal, Joana Castro em Da Mood, RTP 2022
- Elenco principal, Várias persoangens em Desliga a Televisão, RTP 2019
- Elenco principal, Ovelhinha em A Criação, RTP 2017
- Atriz convidada, Sandra em Filha da Lei, RTP 2016
- Elenco fixo, Carla em Nelo e Idália, RTP, 2015
- Elenco adicional, Maria Aparecida em Destinos Cruzados, TVI, 2013
- Elenco adicional, Salomé em Sinais de Vida, RTP1, 2013
- Actriz convidada, em Depois do Adeus, RTP, 2012
- Elenco adicional, Enfermeira no telefilme As Viagens do Sr. Ulisses, RTP, 2012
- Elenco principal, Íris Fernandes em Rebelde Way, SIC, 2007/2008
- Elenco principal, Filomena Costa em Ilha dos Amores, TVI, 2007
- Apresentadora em Clube Morangos, TVI 2006
- Elenco adicional, Susana em O Clube das Chaves, TVI 2005
- Elenco principal, Inês Silveira em Morangos com Açúcar, TVI 2004/2005
- Participação especial, em A Ferreirinha, RTP, 2004
- Participação especial, em Olá Pai!, TVI, 2003
- Elenco adicional, Colega de teatro de Miguel em Lusitana Paixão, RTP 2002
- Actriz convidada, Magda em Uma Aventura, SIC 2000
- Participação especial, Mariana em Capitão Roby, SIC 2000
- Participação especial, Sónia em Médico de Família, SIC 1999
- Participação no programa Loucuras de Verão, RTP 1999

## Prémios
- Geeks d'Ouro 2021: "Melhor Dobragem em Séries" - animação What If...?, na personagem "Natasha Romanoff" ("Viúva Negra" na adaptação para Portugal).[2]